# آشوب (فیلم ۱۹۷۹)
آشوب (به هندی: Gol Maal) فیلمی محصول سال ۱۹۷۹ و به کارگردانی هریشیکش موکرجی است. در این فیلم بازیگرانی همچون آمل پالکار، اوتپال دوت، بیندیا گوسوامی، دون ورما، آنجان سیرواستاو و اوم پراکاش ایفای نقش کرده‌اند.